# Kersley Appou
Kersley Hesman Appou (ur. 24 kwietnia 1970) – maurytyjski piłkarz grający na pozycji napastnika. W swojej karierze rozegrał 41 meczów i strzelił 10 goli w reprezentacji Mauritiusa.

## Kariera klubowa
Swoją karierę piłkarską Appou rozpoczął w klubie Roche-Bois Bolton City YC. Zadebiutował w jego barwach w pierwszej lidze maurytyjskiej. W latach 1998–2000 grał w Fire Brigade SC, z którym w sezonie 1998/1999 został mistrzem kraju. W sezonie 2000/2001 był zawodnikiem Pamplemousses SC, a w latach 2002-2006 występował w AS Port-Louis 2000. Czterokrotnie został z nim mistrzem kraju w sezonach 2002, 2003, 2003/2004 i 2004/2005 oraz zdobył dwa Puchary Mauritiusa w latach 2002 i 2005. W 2006 roku grał w reuniońskim AS Marsouins, a w latach 2006-2010 był piłkarzem Curepipe Starlight SC. W sezonach 2006/2007, 2007/2008 i 2008/2009 został z nim mistrzem kraju, a w 2008 roku zdobył również krajowy puchar. W latach 2011–2013 występował w Pointe-aux-Sables Mates, a w sezonie 2013/2014 wywalczył wicemistrzostwo Mauritiusa z Pamplemousses SC. W sezonie 2014/2015 grał w US Beau Bassin-Rose Hill, w którym zakończył karierę.

## Kariera reprezentacyjna
W reprezentacji Mauritiusa Appou zadebiutował 11 lipca 1993 roku w przegranym 0:2 meczu kwalifikacji do Pucharu Narodów Afryki 1994 z Zimbabwe. Od 1993 do 2014 wystąpił w kadrze narodowej 41 razy i strzelił 10 goli.